# Паскал Гилевски
Паскал Борисов Гилевски (на македонска литературна норма: Паскал Гилевски) е виден поет, писател, есеист, литературен критик и преводач от Северна Македония. През 2012 година е лустриран като сътрудник на югославските тайни служби.

## Биография
Гилевски е роден в костурското село Сетома (на гръцки Кефалари), Гърция, в 1939 година. През 1944 година баща му се сражава като югославски партизанин в западната част на Вардарска Македония и е ранен. В 1948 година, по време на гръцката гражданска война Паскал Гилевски е изведен от комунистическите сили извън Гърция в групата на така наречените деца бежанци. До 1956 година живее в Унгария, след което се заселва в Скопие, където живее баща му. Участва в млада националистическа група. През 1964 година е вербуван от югославските тайни служби УДБ-а и редовно пише доноси по линия на националистически прояви, включително срещу емиграцията от Егейска Македония, граждани на България или македонски българи като Миле Неделковски.
Завършва Философския факултет на Скопския университет. От 1970 година е член на Дружеството на писателите на Македония. Председателствал е Съвета на Стружките вечери на поезията. През 1998 – 2002 година е директор на Националната и университетска библиотека „Свети Климент Охридски“. Член е на Унгарската академия на науките и изкуствата и на Македонския ПЕН център.
Гилевски е носител на наградите: „Григор Пърличев“, „11 октомври“, „Стале Попов“, „Кирил Пейчинович“, „Витяз на изкуството и литературата“ (отличие на правителството на Френската република, 1997), „Златно перо“, „Pro cultura Hungarica“ (2000), „Ригас Фереос“ (На съюза на гръцките писатели и преводачи, 2001), „23 октомври“ (държавна награда на Северна Македония, 2011).
В политическо отношение е смятан за близък до ВМРО-ДПМНЕ.

## Литературно творчество
Централно място в произведенията на Гилевски заема така наречената егейска тема, свързана със съдбата на българоезичното население в Егейска Македония през ХХ век. Романът „Зоя“ (Зоја), който се приема за голям негов успех, започва с дневника на войводата Васил Чекаларов и завръшва с бележките на Вангел Мияков, клисар от родното му Сетома. Между началото и края на двата дневника се развива житейска и любовна драма в Сетома от времето на Илинденското въстание до гръцката окупация. Героят от романа „Остров на пеколот“ е заточен на гръцки остров по времото на диктатурата на Йоанис Метаксас.
Гилевски е един от най-известните в Северна Македония преводачи от унгарски и гръцки език. Превежда също така от френски и от други езици. Съставител е на антологиите на унгарската поезия „На минатото време гранката златна“ (1972) и „Нова унгарска поезија“ (1980), на антологията „Новогрчка поезија“ (1976) и други. В 2004 година Паскал Гилевски е избран за дописен член на Европейския център за изкуство в Атина.

### Трудове
- Брегум – брегум (поезия, 1972)
- Толкување на уметноста (есета, 1977)
- Бегство (поезия, 1983)
- Глава (разкази, 1984)
- Знаме во пазувите (поезия, 1985)
- Животот на песната (поезия, 1985)
- Зоја (роман, 1986)
- Небесна и земна љубов (роман, 1989)
- Бездомници (разкази, 1989)
- Ангели на прогонството (роман, 1993)
- Ќорсокак (роман, 1993)
- Поетика на два брега (есета, 1995)
- Двајца црнци зборуваат македонски (лирична монодрама, 1996)
- Скомраз (роман, 1997)
- Расчекор (разкази, 1999)
- Избрани дела во пет тома (1999)
- Меланхолија (поезия, 2000)
- Остров на пеколот (роман, 2005)[9][10]